# Hermann Huppen
Hermann Huppen (Bévercé, 17 juli 1938) is een Belgisch stripauteur. Hij is beter bekend onder zijn auteursnaam Hermann.

## Biografie
Hij groeide op in Bévercé nabij Malmédy dat tijdens de Tweede Wereldoorlog door Duitsland was geannexeerd. Later verhuisde hij met zijn moeder naar Sint-Gillis waar hij een beroepsopleiding tot schrijnwerker volgde. Na zijn studie volgde hij nog een avondopleiding architectuur en binnenhuisdecoratie aan de Brusselse Academie voor Schone Kunsten. Op zijn achttiende verhuisde zijn gezin naar Canada, maar na drieënhalf jaar keerde hij met zijn moeder terug naar België. Na zijn huwelijk kwam hij via zijn schoonbroer Philippe Vandooren in contact met het stripverhaal. Op vraag van die laatste tekende Hermann een strip voor het scoutsblad Plein-Feu.
Hermann debuteerde als stripkunstenaar in 1964 in de studio Greg. In 1965 debuteerde hij in stripblad Robbedoes in  De verhalen van Oom Wim. Vanaf 1966 begon hij de reeks Bernard Prince te tekenen op scenario van Greg (deze strip is later door Dany overgenomen). De strip verscheen in het tijdschrift Kuifje. In 1969 volgde een nieuwe reeks, de westernreeks Comanche, ook op scenario's van Greg. Comanche verscheen gelijktijdig met een andere bekende westernreeks, Blueberry. Verder tekende hij ook de historische strip Jugurtha op scenario van Jean-Luc Vernal (eerste twee delen van Hermann, daarna overgenomen door Franz).
Vanaf 1977 is Hermann meer met eigen scenario's gaan werken. Hij startte voor de lancering van het magazine Wham! de post-apocalyptische reeks Jeremiah, welke nog altijd loopt en waarvan tevens een televisieserie werd gemaakt. In 1983 begon hij een nieuwe, in de middeleeuwen gesitueerde reeks De torens van Schemerwoude, die minder op actie gericht is. Hermann maakte ook verschillende grafische novelles. Hiervoor werkte hij vaak op scenario van zijn zoon Yves H. In 2016 startte hij een nieuwe westernstrip Duke op scenario van Yves H..
Veel van de latere strips van Hermann zijn een uiting van verontwaardiging bij de lafheid en de misdaden van de mens. Dit is het geval voor zijn strips in de collectie Vrije Vlucht van Dupuis, zoals Missie Vandisandi (corruptie en illegale handel in het postkoloniale Congo), Sarajevo Tango (de laffe houding van de Verenigde Naties tijdens de belegering van Sarajevo) en Caatinga (de uitzichtloze situatie van de bevolking van het noordoosten van Brazilië in de jaren 1930).
In 2016 won Hermann de Grand Prix de la ville d'Angoulême.

## Tekenstijl
Hij droeg bij tot de vernieuwing van het klassieke realistische stripverhaal in de jaren 1960. De realistische tekenstijl die Hermann hanteert is zeer herkenbaar en wordt wel als filmisch omschreven. Aanvankelijk inkte Hermann eerst zijn pagina's om ze daarna in te kleuren. Omstreeks 1996 schakelde hij over op andere stijl waarbij hij de tekeningen direct inkleurt zonder inktlijn.

### Reeksen
Bernard Prince, i.s.m. scenarist Greg
- Generaal Satan (1969)
- Storm over Coronado (1969)
- De hel van Suong-Bay (1970)
- Avontuur in Manhattan (1971)
- Brand in de oase (1972)

- De wet van de orkaan (1973)
- Verschroeide aarde (1974)
- De groene vlam van de Conquistador (1974)
- Guerrilla voor een spook (1975)
- De hete adem van Moloch (1976)

- De nevelburcht (1977)
- Doel: Cormoran (1978)
- De narren-haven (1978)
- Gisteren en vandaag (1980)
- Onheil op de rivier, scenario Yves H. (2010)

Comanche i.s.m. scenarist Greg
- Red Dust (1972)
- Wanhoop en dood op de prairie (1973)
- De wolven van Wyoming (1974)
- De hemel is rood boven Laramie (1975)

- Nacht over de woestijn (1976)
- De opstand (1976)
- Duivelsvinger (1977)

- De sheriffs (1980)
- En de duivel brulde van vreugde... (1981)
- Het lijk van Algernon Brown (1983)

Jugurtha i.s.m. scenarist Jean-Luc Vernal
- De prins van Numidië (1977)
- De Keltiberische helm (1977)

Jeremiah (scenario en tekeningen)
- De nacht van de roofvogels (1979)
- De woestijnpiraten (1979)
- De gewetenloze erfgenamen (1980)
- Ogen van gloeiend ijzer (1980)
- Het eindeloos experiment (1981)
- De sekte (1982)
- Afromerica (1982)
- Het woedende water (1983)
- De winter van een clown (1983)
- Boomerang (1984)
- Delta (1985)
- Julius & Romea (1986)
- Strike (1987)
- Simon is terug (1989)

- Alex (1990)
- De rode lijn (1992)
- Drie motorfietsen... of vier (1994)
- Ave Caesar (1995)
- Het grensgebied (1996)
- Huurlingen (1997)
- Neef Lindford (1998)
- Een geweer in het water (2001)
- Wie is Blue Fox? (2002)
- De laatste diamant (2003)
- Mocht de wereld op 'n dag... (2004)
- Een haven in de schaduw (2005)
- Elsie en de straat... (2007)

- Met Esra is alles goed (2008)
- Poesje is dood (2010)
- Mister Fiftyfifty (2011)
- De krabbenmand (2012)
- De chef (2013)
- De grote loebas en het blondje (2014)
- Jungle City (2015)
- Kurdy Malloy en mama Olga (2017)
- Shit, verdomme! (2018)
- Het beest (2019)
- Gesnapt (2020)
- Rancune (2022)
- De vermiste (2023)

De torens van Schemerwoude (scenario en tekeningen) i.s.m. scenarist Yves H.
- Babette' (1985)
- Eloise van Grimbergen' (1986)
- Germain' (1987)
- Reinhardt' (1988)
- Alda' (1989)
- Sigurd' (1989)

- William' (1991)
- De Seldsjoek (1992)
- Khaled (1993)
- Olivier (1994)
- Assunta (1998)
- Rodrigo (2001)

- Dulle Griet (2006)
- Vassya (2009)
- Hemeloog (2012)
- De man met de bijl  (2021)

Duke i.s.m. secenarist Yves H. 
- Modder en Bloed (2017)
- Eens een killer (2018)
- Ik ben een schaduw (2019)
- ‘’Het laatste gebed’’ (2020)
- Je bent een pistolero (2021)
- Het spoor Voorbij (2022)
- Dit is mijn wereld niet (2023)

### Korte reeksen
- Nick i.s.m. scenarist Morphee
  - Hee, Nick! Droom je?! (1981)
  - Slaap lekker, Nick (1982)
  - Daar heb je Filarmo, Nick (1983)

- Abraham Stone i.s.m. scenarist Joe Kubert
  - Stadsratten (1991)
  - De bron van het kwaad (1993)
- Aïe! i.s.m. diverse scenaristen en tekenaars. (1980)
- Dracula: Vlad de Spietser i.s.m. scenarist Yves H. (deel 1, 2006)
- De Duivel der zeven zeeën (tweeluik), i.s.m. scenarist Yves H. (2008-'09)
- * Brigantus i.s.m. scenarist Yves H.
  - Verbannen (2024)
  - De Pict (2025)

### Losse albums
- Dossier Hermann (1985)
- Arboris Jubileum-album i.s.m. diverse scenaristen en tekenaars. (1991)
- Missié Vandisandi (scenario en tekeningen, 1991)
- Lugubere verhalen (scenario en tekeningen, 1992)
- 6000 meter (scenario en tekeningen, 1993)
- Billy the Kid i.s.m. scenarist Yves Duval (1993)
- 10 jaar Flash Back i.s.m. diverse tekenaars (1995)
- Het geheim van de hond-mensen (scenario) i.s.m. tekenaar Yves Huppen (grafisch ontwerp: Yves Amateis, 1995)
- Sarajevo-Tango (scenario en tekeningen, 1995)
- Caatinga (scenario en tekeningen, 1997)
- Short stories i.s.m. scenaristen Yves Duval, Jean-Claude Pasquiez en Pierre Step (1997)
- Vieze sprookjes 2 i.s.m. scenarist Yann en diverse tekenaars (naar Charles Perrault, 1998)
- Wild Bill is vermoord (scenario en tekeningen, 1999)
- Bloedbanden i.s.m. scenarist Yves H. (2000)
- De bloedbruiloft i.s.m. scenarist Jean Van Hamme (2000)
- De boom van de twee lentes i.s.m. scenarist Rudi Miel en diverse tekenaars (2000)
- Manhattan Beach 1957 i.s.m. scenarist Yves H. (2002)
- Sur la terre ferme avec Hermann (tekst: Olivier Cassiau, 2002)
- Zhong Guo i.s.m. scenarist Yves H (2003)
- The girl from Ipanema i.s.m. scenarist Yves H. (2005)
- Afrika (scenario en tekeningen, 2007)
- Het buitensporige leven van de Nylon Man i.s.m. scenarist Hans-Michael Kirstein (2008)
- Post-Atoom (scenario en tekeningen, 2008)
- Een nacht met volle maan i.s.m. scenarist Yves H. (2011)
- Terug naar Congo i.s.m. scenarist Yves H. (2013)
- Station 16 i.s.m. scenarist Yves H. (2014)
- Zonder pardon i.s.m. scenarist Yves H. (2015)
- Old pa Anderson, i.s.m. scenarist Yves H. (2016)
- De Veerman i.s.m. scenarist Yves H. (2016)

## Prijzen en onderscheidingen
- 1973 : Saint-Michel-prijs voor de beste realistische tekenaar voor De wolven van Wyoming (Comanches, deel 3)
- 1980 : Saint-Michel-prijs voor het beste realistische scenario voor De nacht van de roofvogels  (Jeremiah, deel  1)
- 1992 : Haxtur-prijs voor de beste historische strip en de " finalist met de meeste stemmen voor De torens van Schemerwoude
- 1993 : Prijs voor de beste tekening van de Belgische Kamer van Stripexperts
- 2001 : Haxtur Award voor Beste Tekening voor Billy the Kid
- 2002 : Grand Prix Saint-Michel, voor al zijn werk
- 2009 : Ridder van Kunsten en Letteren, Franse Republiek
- 2009 : Grand Prix Diagonale du jury voor al zijn werk  ;
- 2011 : Haxtur-prijs van de " auteur waar we van houden », Voor zijn hele carrière
- 2012 : "Bloed 9"-prijs voor strips op het Internationale Politie Filmfestival van Luik voor A Full Moon Night
- 2016 : Grote Prijs van de stad Angoulême, voor al zijn werk
- 2019 : Adamson International Prize, voor levenslange prestatie